# 巴博庫魯山
巴博庫魯山，又依日語漢字的對音譯做馬望來山，是臺灣雪山山脈主稜線上的一座山峰，位於新北市烏來區福山里、桃園市復興區華陵里、宜蘭縣大同鄉英士村交界處，標高2,100公尺，為新北市第二高峰，也是北橫公路沿線第一高峰，山頂設有一等三角點基石。
巴博庫魯山與北方的玫瑰西魔山，以及西北方的新北第一高峰塔曼山相連成西北－東南走向的「塔魔巴」稜線，構成新北市與桃園市交界線的南端。同時也與東側的棲蘭山，西南方的復興尖山等山相連，構成雪山山脈主稜線北端。巴博庫魯山東北側為南勢溪上游札孔溪流域，西北側為三光溪上游塔曼溪流域，南側則為蘭陽溪上游梵梵溪流域。